# Alberto Ruz Lhuillier
Alberto Ruz Lhuillier (Parigi, 27 gennaio 1906 – Montréal, 25 agosto 1979) è stato un archeologo francese, in seguito nazionalizzato messicano.

## Biografia
È famoso per le sue esplorazioni nelle città Maya e specialmente per la scoperta della tomba di Pacal il Grande nel Tempio delle Iscrizioni presso le rovine di Palenque, in Messico.

### Carriera scolastica
Alberto Ruz Lhuillier nacque a Parigi da padre cubano e madre francese.
Visse inizialmente in Francia e a Cuba prima di giungere in Messico, a trent'anni, dopo aver studiato nella Scuola Commerciale di Parigi e alla Università de La Habana.
Nel 1936, adottò la cittadinanza messicana e si laureò in archeologia nel 1942, presso la Scuola Nazionale di Antropologia e Storia.
Continuò a studiare alla Università Nazionale Autonoma del Messico (UNAM), e ricevette i titoli di Maestro e Dottore nel 1945 e 1965, rispettivamente.

### Carriera in Messico
A partire dal 1940, si dedicò all'investigazione archeologica per conto dell'Istituto Nazionale di Antropologia e Storia (INAH), dove fu capo della Sezione Maya tra il 1949 e il 1958, e direttore delle esplorazioni archeologiche organizzate dall'istituto a Campeche, nello Yucatán e a Palenque.
Nella UNAM, fu professore della Facoltà di Lettere e Filosofia e Direttore del Centro di Studi Maya. Fu membro di varie istituzioni accademiche tra le quali la Società Messicana di Antropologia, la Société des Américanistes, la Société Suisse des Américanistes e la Society of American Archaeology.

### Memoriale
Per i grandi servigi prestati al patrimonio culturale Messicano i suoi resti riposano giusto di fronte alle rovine di Palenque, Chiapas.

## Opere
- Los Antiguos Mayas, Una Antologia (Italiano: Gli Antichi Maya: Un'antologia) - (Gennaio 1981)
- El Pueblo Maya (Italiano: Il Popolo Maya) - (Gennaio 1982)
- Frente Al Pasado De Los Mayas (Italiano: Affrontando il Passato dei Maya) - (Gennaio 1987)
- El Templo De Las Inscripciones, Palenque (Italiano: Il Tempio delle Iscrizioni) - (Gennaio 1992)
- Palenque 1947-1958 - (Gennaio 2007)